# Psychotria tepuiensis
Psychotria tepuiensis är en måreväxtart som först beskrevs av Julian Alfred Steyermark, och fick sitt nu gällande namn av Julian Alfred Steyermark. Psychotria tepuiensis ingår i släktet Psychotria och familjen måreväxter. Inga underarter finns listade i Catalogue of Life.